# (2708) Burns
(2708) Burns (1981 WT; 1951 GG; 1961 DN; 1965 YB; 1978 EL3; A912 AE) ist ein ungefähr 20 Kilometer großer Asteroid des äußeren Hauptgürtels, der am 24. November 1981 vom US-amerikanischen Astronomen Edward L. G. Bowell am Lowell-Observatorium, Anderson Mesa Station (Anderson Mesa) in der Nähe von Flagstaff, Arizona (IAU-Code 688) entdeckt wurde. Er gehört zur Themis-Familie, einer Gruppe von Asteroiden, die nach (24) Themis benannt ist.

## Benennung
(2708) Burns wurde nach dem US-amerikanischen Astronomen Joseph A. Burns (* 1941) benannt, der als Planetologe an der Cornell University tätig war. Seine Forschungen umfassten die Planetenringen, Satelliten, Umlaufbahnen, Gezeiten sowie den Ursprung des Sonnensystems. Er war oder ist Herausgeber der Zeitschrift Icarus.